# خود دیگر (آلبوم لیسا)
خود دیگر (انگلیسی: Alter Ego) نخستین آلبوم انفرادی استودیویی رپر و خواننده تایلندی لیسا است. این آلبوم در ۲۸ فوریه ۲۰۲۵ توسط Lloud و آرسی‌ای رکوردز منتشر شد. این آلبوم نخستین انتشار انفرادی او پس از جدایی از وای‌جی انترتینمنت و اینترسکوپ رکوردز در سال ۲۰۲۳ است. لیسا خود دیگر را با تعدادی از همکاران از جمله ایلیا سلمان‌زاده و مکس مارتین توسعه داد. این آلبوم به‌عنوان یک آلبوم ۱۵ آهنگی طراحی شد که سبک‌های هیپ‌هاپ، الکتروپاپ و تراپ را بررسی می‌کند و مهمان‌هایی از جمله «دوجا کت»، «ری»، «رزالیا»، «فیوچر»، «مگان د استالین» و «تایلا» دارد. موضوع آلبوم شخصیت، شهرت و موفقیت لیسا را از طریق دریچه‌ای از آلتر ایگوهای مختلف بررسی می کند.

## فهرست قطعات
| قطعات نسخه‌ی استاندارد خود دیگر | قطعات نسخه‌ی استاندارد خود دیگر          | قطعات نسخه‌ی استاندارد خود دیگر                                                                                       | قطعات نسخه‌ی استاندارد خود دیگر              | قطعات نسخه‌ی استاندارد خود دیگر |
| شماره                          | نام                                     | نویسنده(ها) | تهیه‌کننده(ها)                               | مدت                            |
| ------------------------------ | --------------------------------------- | --- | ------------------------------------------- | ------------------------------ |
| ۱.                             | «راک‌استار»                              | لیسا رایان تدر سم هومی بریتانی آمارادیو لوسی هیلی جیمز اسیین                                                         | تدر هومی                                    | ۲:۱۸                           |
| ۲.                             | «اِلَستی‌گرل»                              | لیسا کوپر هولزمن ال کمپبل رولو کانر بلیک                                                                             | هولزمن                                      | ۲:۵۷                           |
| ۳.                             | «رعد و برق»                             | لیسا ایلیا سلمان‌زاده رابین تادروس ابی کین                                                                            | ایلیا راب کی‌ناکس ابسلوتلی                   | ۲:۴۸                           |
| ۴.                             | «زن جدید» (همکاری با روسالیا)           | لیسا روسالیا ویلا توبیا تاو لو تاو برمن مکس مارتین سلمان زاده                                                        | ایلیا مارتیت                                | ۲:۵۹                           |
| ۵.                             | «دنیا رو به هم بریز» (ویکسی نسخه‌ی سولو) | لیسا جه‌یانگ لی مایکل مول ایزاک دی بونی جیکوب کانادی دریک میلر نیجا چارلز                                             | اف‌ان‌زد ای‌تی‌ال کانادی هندریکس اسموک          | ۲:۵۵                           |
| ۶.                             | «راپونزل» (کیکی نسخه‌ی سولو)             | لیسا تدر هومی گرگوری "آل‌دی" هاین کارلی گیبرت                                                                         | تدر هومی                                    | ۲:۱۹                           |
| ۷.                             | «صحنه مهتابی (منو ببوس)»                | جسی ریز رایان ویلیامسون مت اسلوکام                                                                                   | رایکیز                                      | ۲:۳۵                           |
| ۸.                             | «وقتی با تو ام» (همکاری با تایلا)       | لیسا تایلا سیتال ساموئل آووکو ریچارد ایسونگ آریاُوا آیروسوگی ایمانی لوئیس کوری لیندزی-کی                              | آری پن‌اسمیت موکاها سامی سوسو بِلیو پی‌۲جی [a] | ۲:۵۲                           |
| ۹.                             | «دختر بد»                               | لیسا Mark Williams Raul Cubina Nathan Chen Philip Mueller Risvi Tareq Kobe Hood                                      | Ojivolta Ninetyniine Ivsir DJH [a]          | ۲:۱۲                           |
| ۱۰.                            | «Lifestyle»                             | Lisa Tedder Grant Boutin A. Keen Essien                                                                              | Tedder Boutin A. Keen Essien                | ۲:۴۱                           |
| ۱۱.                            | «Chill»                                 | Lisa Mikkel S. Eriksen Tor Hermansen Zegon Laudz Awuku Ali Tamposi Amanda "Kiddo A.I." Ibanez Billy Walsh John Byron | Stargate Tropikillaz Sammy SoSo             | ۲:۳۹                           |
| ۱۲.                            | «رویا»                                  | لیسا شینتارو یاسودا her0ism فلی فرارو تمپوسی                                                                         | یاسودا her0ism                              | ۳:۴۳                           |
| مجموع مدت:                     | مجموع مدت:                              | مجموع مدت: | مجموع مدت:                                  | ۳۲:۵۸                          |

| فهرست قطعات نسخه‌ی جایزه دیجیتال خود دیگر | فهرست قطعات نسخه‌ی جایزه دیجیتال خود دیگر | فهرست قطعات نسخه‌ی جایزه دیجیتال خود دیگر                | فهرست قطعات نسخه‌ی جایزه دیجیتال خود دیگر | فهرست قطعات نسخه‌ی جایزه دیجیتال خود دیگر |
| شماره                                    | نام                                      | نویسنده(ها)                                             | تهیه کننده(ها)                           | مدت                                      |
| ---------------------------------------- | ---------------------------------------- | ------------------------------------------------------- | ---------------------------------------- | ---------------------------------------- |
| ۱.                                       | «تولد دوباره» (همکاری با دوجا کت و ری)   | ریچل کین آمالا زندیل دلامینی اندرو ولز آنتونی روسوماندو | ری ولز                                   | ۳:۵۱                                     |
| ۶.                                       | «دنیا رو به هم بریز» (همکاری با فیوچر)   | لیسا نیوادیوس ویلبرن لی Mule De Boni Canady میلر چارلز  | FnZ ATL Jacob Hendrix Smoke              | ۳:۰۴                                     |
| ۷.                                       | «راپونزل» (همکاری با مگان د استالین)     | لیسا مگان پیت تدر هومی Hein Gibert                      | تدر هومی                                 | ۲:۴۵                                     |
| مجموع مدت:                               | مجموع مدت:                               | مجموع مدت:                                              | مجموع مدت:                               | ۴۲:۳۸                                    |

### Notes
- ^  به معنای تهیه‌کننده اضافی است.
- نسخه‌های جایزه نسخه‌های انفرادی «دنیا رو بهم بریز» و «راپونزل» را به ترتیب به‌عنوان آهنگ‌های ۱۴ و ۱۵ قرار می‌دهند.
- "راک‌استار" شامل یک نمونه(سمپل) از "شخص جدید، همان اشتباهات قدیمی"، نوشته کوین پارکر، که توسط تیم ایمپالا اجرا شده است.[۱]
- "صحنه مهتابی (مرا ببوس)" شامل ترکیبی از "مرا ببوس"، نوشته مت اسلوکام و اجرای سیکس‌پنس نان د ریچر است.[۲]

## تاریخچه انتشار
| منطقه | تاریخ         | فرمت                                  | ناشر         | منابع |
| ----- | ------------- | ------------------------------------- | ------------ | ----- |
| مختلف | ۲۸ فوریه ۲۰۲۵ | سی‌دی وینیل ال‌پی دانلود دییجتال استریم | Lloud آرسی‌ای | [ ۳ ] |